# الشبح (شخصية)
 الشبح هو مغامرة اميركية هزلية التي أنشأها لي فولك، أيضا خالق ماندريك الساحر. وثمة سمة شعبية تم تكييفها في العديد من وسائل الإعلام، بما في ذلك التلفزيون والسينما وألعاب الفيديو، تتصدر نجوميتها شخصية محاربة للجريمة بالملابس التي تعمل من بلاد خيالية أفريقية بنجالا 
الشبح ترتيبه هو 21 في خط محاربو الجريمة التي نشأت في عام 1536، عندما قتل والد البحار البريطاني كريستوفر ووكر خلال هجوم القراصنة. أداء القسم على الجمجمة من قاتل والده لمحاربة الشر.
بدأ كريستوفر إرث فانتوم الذي من شأنه أن ينتقل من الأب إلى الابن، وترك الناس لإعطاء ألقاب شخصية غامضة مثل «الشبح الذي يمشي», «الرجل الذي لا يمكن أن يموت» و«حارس الظلام الشرقي»، الاعتقاد له أن يكون خالدا.
على عكس العديد من الأبطال الخياليون، فانتوم ليس لديه أي القوى الخارقة، ويعتمد على قوته، والاستخبارات، وسمعة مخيفة من كونه الشبح الخالد لهزيمة خصومه. الفانتوم 21 متزوج من ديانا بالمر، التي التقى بها أثناء دراسته في الولايات المتحدة؛ لديهم طفلان، كيت وهيلواز. مثل كل الفانتوم السابقين، قيل انه يعيش في الكهف الجمجمة القديم، الذي يحتوي على ذئب مدرب، يدعى الشيطان، والحصان واسمه هيرو.
بدأت السلسلة مع شريط صحيفة يومية في 17 فبراير عام 1936، وتبعها شريط الأحد ملون في 28 مايو 1939 ؛ لم يزالا ساريين اعتبارا من 2025 وكلاهما كان في ذروة شعبيته، وكان يتم قراءة الشريط من قبل أكثر من 100 مليون شخص كل يوم.
واصل لي فالك العمل على الفانتوم حتى وفاته في عام 1999 واليوم يتم إنتاج فكاهية للكاتب توني ديبول والفنانين. بول ريان (من الاثنين إلى السبت) وتيري بيتي (الاحد). وتشمل الفنانين السابقين على الشريط صحيفة راي مور، ويلسون مكوي، بيل ليجنانت، باري سي، جورج أولسن، كيث وليامز، فريد فريدريكس، غراهام نولان وادواردو باريتو.
وتنشر قصص فانتوم جديدة في الكتب الهزلية في أجزاء مختلفة من العالم، من بينها عن طريق الديناميت للترفيه في الولايات المتحدة، إيغمونت في السويد والنرويج وفنلندا، ومنشورات فرو في أستراليا.
كان فانتوم أول بطل خيالي يرتدى زي الجلد الضيق الذي أصبح الآن سمة مميزة من الكتاب الهزلي الأبطال الخارقون، وكان أيضا أول شخصية ظهرت ترتدي قناع مع عدم وجود إنسان العين مرئيا، ومعايير خارقة أخرى.

## تاريخ النشر

### خلق الشخصية
بعد نجاح العمل ماندريك الساحر، طلبت صحيفة كينج فيوتشرز من فالك تطوير شخصية جديدة. وكان أول محاولة له كوميك حول الملك آرثر وفرسان، والتي سبق لفالك كتابتها ورسمها. ومع ذلك، أزاحت كينج فيوتشرز تلك جانبا، وضع فالك فكرة الشبح، محارب غامض، ضد الجريمة بالملابس. وقد رتب الأشهر القليلة الأولى من القصة، واعتزم تقديم الأسبوعين الأولين كعينة.
مستوحاة من سحر طوال حياته مع الخرافات والأساطير، مثل تلك الملك آرثر والسييد، وكذلك الشخصيات الخيالية الحديثة وزورو، طرزان، وكتاب الغابة ماوكلي، تصور فالك الأنا فانتوم مثل بلاي بوي الغنية كما جيمي ويلز، يقوم بمكافحة الجريمة ليلا كما فانتوم الغامض. جزء الطريق من خلال أول قصة له، الإخوان سينغ، قبل الكشف عن ويلز كان الفانتوم، غير فالك الإعداد إلى الغابة وجعل فانتوم شخصية أسطورية خالدة على ما يبدو. البت كان هناك بالفعل عدد كبير جدا من الشخصيات تسمى فانتوم (بما في ذلك المخبر فانتوم وشبح الأوبرا)، وكان فولك قد فكر في تسمية بطله «الشبح غراي» (الذي أصبح فيما بعد اسم شخصية باتمان، والحقيقة المشار إليها في الحلقة الأولى من فانتوم 2040).[بحاجة لمصدر]ومع ذلك، يمكن أن فالك لم يجد اسما كان يحب أفضل واستقر في النهاية على فانتوم.
في تلفزيون الكابل A & E الأمريكية وثائقي الشبح: الشريط الكوميك الصليبي، فالك أوضح اليونانية تماثيل نصفية ألهمت فكرة أن عين فانتوم لاتظهر للتلاميذ عندما كان يرتدي قناعه. التماثيل النصفية اليونانية القديمة لاتظهر للتلاميذ، والتي كانت تعطيهم شكلا غير بشرى، المظهر المذهل. في مقابلة نشرت في سوق الكتاب الهزلي في عام 2005،  وقال فولك استلهم الجلد محكم زي فانتوم من قبل روبن هود، الذي كان يرتدي لباس ضيق يظهر في الأفلام وعلى خشبة المسرح.

### صحف الشرائط الهزلية
كما بدأ فانتوم شريطا يوميا في 17 فبراير 1936، مع قصة «الإخوان سينغ»،  كتبها فالك ورسمها أولا من قبله، لمدة أسبوعين، تليها راي مور، الذي كان مساعدا لفنان فيل ديفيس على الشريط  ماندريك الساحر لفولك. وأضيف الشريط  فانتوم الأحد 28 مايو 1939.
خلال الحرب العالمية الثانية، انضم فالك في مكتب معلومات الحرب، حيث أصبح رئيس قسم اللغات الأجنبية جهاز الراديو الخاص به. كما خدم مور في الحرب، وخلالها غادر القطاع لمساعده مكوي ويلسون. على عودة مور، وكان يعمل على الشريط داخل وخارج حتى عام 1949، عندما خلفه مكوي. خلال فترة مكوي، وظهرت الشريط في الآلاف من الصحف في جميع أنحاء العالم، وتم تهريب الشريط فانتوم بواسطة القوارب في النرويج النازية المحتلة خلال الحرب العالمية الثانية. وقد استخدمت كلمة «فانتوم» أيضا كلمة مرور للمقاومة النرويجية، مما يؤدي أن الشخصية قد حصلت على مركز إبداع في البلاد.
مكوي توفي فجأة في عام 1961. كارمين إنفانتينو وبيل ليجنانتى (الذي رسم بعد عدة قصص فانتوم مباشرة للكتب المصورة) شغلها قبل العثور على خليفة في سي باري  خلال السنوات باري وفالك في وقت مبكر، قالا انهما قاما بتحديث القصاصة، ووضع الأساس لما يعتبر نظرة حديثة لفانتوم. أن حيازة باري نرى أن بنجالا تحولت إلى الديمقراطية، مع طابع الرئيس لاماندا لواجا يجري إدخالها. باري رأى مواصلة العمل على القطاع لمدة 30 عاما أو أكثر قبل تقاعده في عام 1994، حيث أن ذلك يعادل حوالي 11,000 من شرائط فانتوم في المجموع.
ظل جورج أولسن لفترة طويلة مساعد باري على الشريط كرسام الشخصية، مع كيث وليامز الانضمام كرسام للشريط اليومى. وقع الشريط الأحد إريك دوشير حتى فريد فريدريكس أصبح الرسام الدائم في عام 1995.